# Wojciech Fuliński
Wojciech Maria Fuliński (ur. 21 stycznia 1921 we Lwowie, zm. 18 grudnia 2001) – polski inżynier elektryk.

## Życiorys
Urodził się w rodzinie inteligenckiej jako syn zoologa prof. Benedykta Fulińskiego i nauczycielki Stefanii z domu Hauser. Absolwent szkoły podstawowej oraz gimnazjum i liceum im. Mikołaja Kopernika we Lwowie. W 1939 r. zdał egzamin dojrzałości i egzamin wstępny na Wydziale Mechanicznym Politechniki Lwowskiej. W okresie okupacji sowieckiej i niemieckiej zaliczył 4 lata studiów w zakresie elektrotechniki i pracował w firmie budowlanej, a podczas okresów braku zatrudnienia karmił wszy w Instytucie prof. Rudolfa Weigla. W jego rodzinnym domu odbywały się narady i posiedzenia lwowskich struktur wywiadu Armii Krajowej i ukrywali się uchodźcy zmierzający do Węgier, Rumuni i Francji oraz działacze konspiracyjni poszukiwani listami gończymi ze Lwowa, Warszawy i Śląska, m.in. prof. Hugo Steinhaus. Z braku miejsca do nauki Wojciech Fuliński próbował nauki i rysunków technicznych w czytelni biblioteki marksizmu i leninizmu.
1 listopada 1945r. wyjechał do Wrocławia, podejmując studia na IV roku na Wydziale Mechaniczno-Elektrycznym Politechniki Wrocławskiej i jako uczestnik pierwszego wykładu w polskiej Politechnice Wrocławskiej wygłoszonego 15 listopada 1945 r. przez prof. Kazimierza Idaszewskiego wykonał dokumentujące go fotografie. W 1946 podjął pracę w Katedrze Maszyn Cieplnych, a rok później uzyskał dyplom i zatrudnienie w Katedrze Pomiarów Elektrycznych, zaś w 1953 r. awansował na adiunkta. W 1962 r. obronił pracę doktorską, a pięć lat później przedstawił monografię habilitacyjną. W 1968 r. uzyskał stanowisko docenta, a w 1983 r. otrzymał tytuł profesora nadzwyczajnego na Wydziale Elektrycznym Politechniki Wrocławskiej.
W latach 1962–1963 był prodziekanem Wydziału Elektrycznego do spraw studiów wieczorowych, a od 1969 r. do przejścia na emeryturę w 1991 r. był kierownikiem Zakładu Konstrukcji Mierników Elektrycznych w Instytucie Metrologii Elektrycznej. Ponadto w latach 1972–1975 był kierownikiem studium doktoranckiego, a od 1977 r. kierownikiem studium podyplomowego. Równolegle od 1947 do 1975 r. prowadził zajęcia w Liceum Komunikacyjnym, a później Technikum Kolejowym we Wrocławiu.
Prowadził badania w zakresie problemów budowy nowej aparatury pomiarowej, a w szczególności konstrukcji elektrycznych przyrządów i systemów pomiarowych, uzyskując 16 patentów. Promotor trzech doktorów oraz opiekun dwóch prac habilitacyjnych. Członek Wrocławskiego Towarzystwa Naukowego. Odznaczony m.in. Krzyżem Kawalerskim Orderu Odrodzenia Polski, Złotym Krzyżem Zasługi i Medalem 10-lecia Polski Ludowej.
Zmarł 18 grudnia 2001 r. i został pochowany we Wrocławiu na cmentarzu św. Rodziny na Sępolnie.